# Dupont (Pensilvania)
Dupont es un borough ubicado en el condado de Luzerne en el estado estadounidense de Pensilvania. En el año 2000 tenía una población de 2,719 habitantes y una densidad poblacional de 691 personas por km².

## Geografía
Dupont se encuentra ubicado en las coordenadas 41°19′18″N 75°44′47″O / 41.32167, -75.74639.

## Demografía
Según la Oficina del Censo en 2000 los ingresos medios por hogar en la localidad eran de $32,317 y los ingresos medios por familia eran $39,250. Los hombres tenían unos ingresos medios de $28,431 frente a los $26,250 para las mujeres. La renta per cápita para la localidad era de $17,042. Alrededor del 6.2% de la población estaba por debajo del umbral de pobreza.